# Verrucole-slottet
Verrucole-slottet (italiensk: Fortezza delle Verrucole) er en middelalderfæstning i Garfagnana-regionen i Toscana, Italien, i nærheden af byen Lucca. Den ligger 600 m.o.h.